# Libotyňský potok
Der Libotyňský potok ist ein linker Zufluss der Blanice in Tschechien.

## Verlauf
Der Libotyňský potok entspringt in Dvorec am nordwestlichen Fuße des Běleč (923 m) in den Šumavské podhůří (Böhmerwaldvorland). Sein Oberlauf führt zunächst vorbei an Radhostice und Libotyně nach Nordosten. Danach fließt der Bach mit östlicher Richtung vorbei an Doubrava und durch Vlachovo Březí. Danach speist der Libotyňský potok bei Nový Mlýn den Teich Novomlýnský rybník. Sein weiterer Lauf führt vorbei an Chocholatá Lhota, Budkov, am Teich Budkovský rybník, Budkovský Mlýn und Žíchovec. Nach 13,5 Kilometern mündet der Libotyňský potok zwischen Žíchovec und Strunkovice nad Blanicí in die Blanice.

## Zuflüsse
- Chlumanský potok (r), oberhalb Budkov
- Lipovický potok (l), bei Budkovský Mlýn aus dem Teich Budkovský rybník